# Bénita Anguinet
Bénita Anguinet (Bordeaux, 22 luglio 1819 – Madrid, 28 ottobre 1887) è stata un'illusionista francese.
È nota per essere stata la prima donna illusionista a conquistare una fama internazionale e a ottenere una sala di spettacolo tutta per lei nel 1856. Il suo successo aprì la strada ad altre donne nel mondo dell'illusionismo.

## Biografia
Bénita Anguinet nasce nel sud ovest della Francia da Madelaine Bory e Antoine Anguinet, attore poi convertitosi all'illusionismo. Il padre ha già cinquant'anni quando lei nasce e decide di portare la bimba su scena non appena la piccola dimostra di poterlo fare. Già verso i sette anni inizia a calcare le scene con il padre al seguito di Louis Comte (1788-1859), considerato uno degli illusionisti più famosi del suo tempo. Collabora con il padre per circa 10 anni affiancandolo, ma con il passare del tempo si costruisce una reputazione così prestigiosa che i ruoli s'invertono.
Anguinet presenta i suoi spettacoli, non solo nei teatri francesi, ma in tutta l'europa dell'ovest e anche in Algeria. L'apice della sua carriera è nel 1856 quando ottiene un teatro a Parigi nel Bois de Boulogne, il Pré Catelan, dove è l'unica artista a prodursi. Gli spettacoli hanno un grande successo, e Anguinet si produce quasi tutti i giorni, pomeriggio e sera, dalla primavera all'autunno.
Nel 1858 Anguinet decide di lasciare il Pré Catelan, a causa di una diminuzione dei profitti e ricomincia a girare in europa, per poi stabilirsi definitivamente in Spagna nel 1863. Muore a Madrid nel 1887, all'età di 68 anni. Il XIX secolo fu un periodo d'oro per le donne che vollero lanciarsi nella carriera dell'illusionismo. Benché poco numerose, ebbero la possibilità di prodursi in modo indipendente e la carriera di Anguinet ispirò molte donne, ma il XX secolo e un nuovo tipo d'illusionismo proveniente dagli Stati Uniti riportò le donne a un ruolo secondario di assistente.